# Robert Godding (jezuïet)

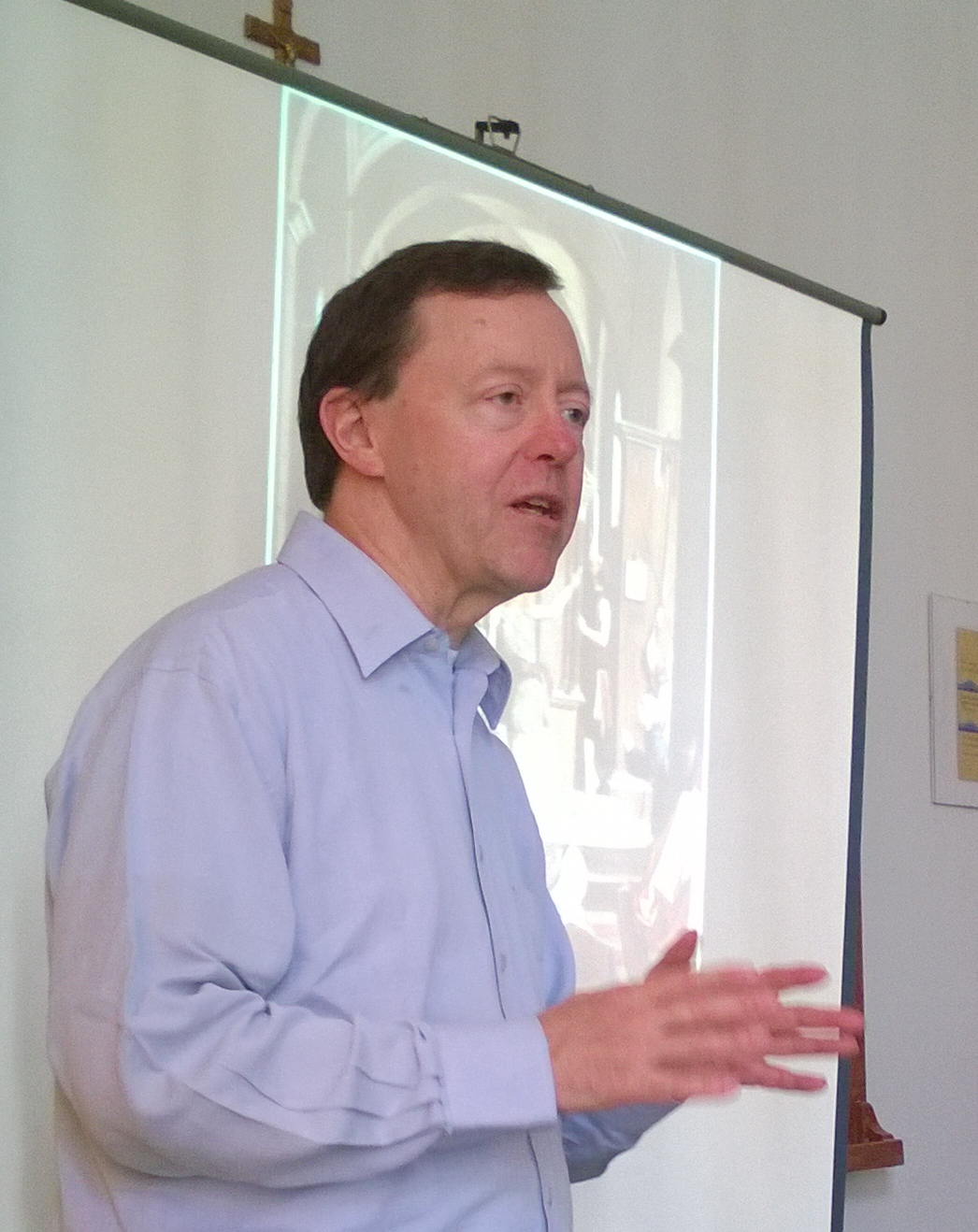
Robert Godding

De jezuïet Robert Godding (Ukkel, 17 februari 1956), is een Belgisch historicus en directeur van de bollandisten.

## Levensloop
Hij is de zoon van de historicus en hoogleraar Philippe Godding en de kleinzoon van de senator en minister Robert Godding.
Ingetreden in de orde van de jezuïeten in 1974, studeerde hij filosofie en theologie binnen de Sociëteit, geschiedenis aan de Université catholique de Louvain (UCL) en patristiek en archeologie in de Vaticaanse Bibliotheek in Rome.
In 1995 behaalde hij de graad van doctor in de filosofie aan de UCL met zijn thesis over de priesters in het Merovingische Gallië.
In 1990 werd hij lid van de Sociëteit van Bollandisten en werd er in 1998 de directeur van. Hij doceert aan de Gregoriana in Rome.

## Publicaties

### Boeken
- Bibliografia di Gregorio Magno 1890-1989, compléments aux oeuvres de Grégoire le Grand, 1, Rome, éd. Città Nuova, 1990.
- « Introduction » et « Complément bibliographique » au livre de R. Aigrain, L’hagiographie. Ses sources – Ses méthodes – Son histoire. Reproduction inchangée de l’édition originale de 1953. Avec un complément bibliographique par Robert Godding (= Subsidia hagiographica, 80), Bruxelles, Société des Bollandistes, 2000.
- Prêtres en Gaule mérovingienne, collection Subsidia hagiographica, 82, Bruxelles, Société des Bollandistes, 2001.
- Bollandistes, Saints et Légendes. Quatre siècles de recherche (cum aliis), Bruxelles, 2007.
- Erudizione e Santità. Bollandisti in Casanatense, Rome, Biblioteca Casanatense – Bruxelles, Société des Bollandistes, 2008.
- De Rosweyde aux Acta Sanctorum. La recherche hagiographique des Bollandistes à travers quatre siècles, (cum aliis, collection Subsidia Hagiographica, 88, Bruxelles, 2009.

### Artikels
- Une œuvre inédite de Thomas de Cantimpré : la « Vita Ioannis Cantipratensis », dans: Revue d’histoire ecclésiastique, 76, 1981.
- Vie apostolique et société urbaine à l’aube du XIIIème siècle, dans: Nouvelle revue théologique, 104, 1982, pp. 692-721.
- Les Dialogues… de Grégoire le Grand. À propos d’un livre récent, dans: Analecta Bollandiana, 106, 1988, pp. 201-229.
- Cento anni di ricerche su Gregorio Magno. A proposito di una bibliografia, dans: Gregorio Magno e il suo tempo. dans: Studia ephemeridis « Augustinianum », 33, Rome, 1991, p. 293-304.
- Grégoire le Grand et Marie-Madeleine, dans: Memoriam sanctorum venerantes. Miscellanea in honorem Mons. Victor Saxer, Studi di Antichità Cristiana, 48, Città del Vaticano, 1992, p. 469-481.
- (met H. Platelle,) Vita Hugonis Marchianensis (+ 1158). Présentation, édition critique et traduction française, dans: Analecta Bollandiana, 111, 1993, pp. 301-384.
- Bibliotheca hagiographica vulgaris. Revues et sociétés d’hagiographie. De l’ancien et du nouveau, dans: Analecta Bollandiana, 113, 1995, pp. 151-154.